# Тимирязев, Николай Аркадьевич
Николай Аркадьевич Тимирязев (3 августа 1835 года — 19 января 1906 года) — генерал от кавалерии, почётный опекун, брат Д. А. Тимирязева, В. А. Тимирязева, К. А. Тимирязева.

## Биография
Родился 3 августа 1835 года. Происходил из дворян Петербургской губернии, сын действительного статского советника, воспитывался дома. В службу вступил 1 января 1856 года юнкером в лейб-гвардии Конногренадерский полк; через два года произведен в прапорщики, а затем в поручики. С октября 1863 года по декабрь 1868 года состоял полковым адъютантом. Затем в чине капитана командовал 1-м эскадроном; в 1872 году назначен полковником.
Во время Русско-турецкой войны 1877—1878 годов участвовал в сражениях под Горным Дубняком, Телишем, Врацем, Лютиковом, Филиппополем и награждён золотым оружием и орденом св. Владимира 3-й степени с мечами. В марте 1878 года назначен командиром Казанского драгунского полка и участвовал в делах у Пепсолана и Кадыкиоя.
14 июня 1884 года назначен командующим Кавалергардским полком; 30 августа того же года произведён в генерал-майоры. В октябре 1891 года назначен командиром 1-й бригады 1-й гвардейской кавалерийской дивизии с оставлением командиром полка. В 1892 году назначен командующим 4-й кавалерийской дивизией с зачислением по гвардейской кавалерии и пожалованием кавалергардского мундира.
3 августа 1897 года назначен почётным опекуном. С 1898 года заведывал Николаевским сиротским институтом. Скончался 19 января 1906 года и 21 января похоронен на Смоленском кладбище.

## Военные чины
- В службу вступил (01.01.1856)[3]
- Прапорщик (13.03.1858)
- Поручик (23.03.1861)
- Штабс-капитан (27.03.1866)
- Флигель-адъютант (06.05.1889)
- Капитан (30.08.1867)
- Полковник (10.10.1872)
- Генерал-майор (30.08.1884)
- Генерал-лейтенант (30.08.1894)

## Награды
- Орден Святой Анны 3 ст. (1866)[3]
- Орден Святого Станислава 2 ст. (1869)
- Императорская корона к Ордену Святого Станислава 2 ст. (1871)
- Орден Святой Анны 2 ст. (1873)
- Орден Святого Владимира 4 ст. (1876)
- Золотая сабля «За храбрость» (1878)
- Орден Святого Владимира 3 ст. с мечами (1878)
- Орден Святого Станислава 1 ст. (1888)
- Орден Святой Анны 1 ст. (1891)
- Орден Святого Владимира 2 ст. (1897)
- Орден Белого Орла (1901)
- знак отличия беспорочной службы за XL лет (1899)

Иностранные:
- Шведский Орден Меча кавалерский крест (1875)
- Черногорский Орден Данило I 1 ст. (1886)
- Датский Орден Данеброг 1 ст. (1888)
- Прусский Орден Короны 2 ст. (1888)
- Гессен-Дармштадтский Орден Филиппа Великодушного 1 ст. (1889)
- Шведский Орден Меча большой крест (182)
- Бухарский Орден Короны государства Бухары с алмазами (1901)